# عباس یزدان‌پناه یزدی
عباس یزدان‌پناه یزدی بازرگان و واسطه ایرانی بریتانیایی است که در تیر ۱۳۹۲ چند ساعت پس از آنکه از دوبی از طریق ارتباط ویدیویی در دادگاه رسیدگی به یک پرونده بین‌المللی در لاهه شهادت داد ناپدید و گفته می‌شود که ربوده و کشته شده‌است.
در مورد سرنوشت او اطلاعات ضد و نقیضی منتشر شده و پلیس امارات مدعی شده که نیروهای امنیتی ایران اقدام به ربودن او کرده‌اند. وزارت امور خارجه ایران این اتهام را رد کرده‌است. همسر عباس یزدان‌پناه گفته که وزارت امور خارجه بریتانیا او را آگاه کرده که شوهرش در جریان آدم‌ربایی جان باخته‌است. پلیس متروپولیتن لندن تأیید کرده که افسران پلیس ضدتروریسم هم در تحقیقات مربوط به پرونده ناپدید شدن عباس یزدان‌پناه شرکت داشته‌اند. احمد توکلی با تأکید بر اینکه عباس یزدان‌پناه در دبی به طرز مرموزی به قتل رسیده مدعی شد: «مهدی هاشمی در دادگاه پس از پخش فیلم اعترافات یزدان‌پناه که در بازداشت‌های قبلی ثبت شده بود با عصبانیت می‌گوید قتل یزدان‌پناه کار مافیایی است و اعترافات او را رد می‌کند.» در اسفند ۱۳۹۳ دادگاهی در امارات متحده عربی شش شهروند ایران را به اتهام ربودن عباس یزدان‌پناه یزدی به حبس ابد محکوم کرد. خبرگزاری رویترز ۷ اسفند ۱۳۹۳ به نقل از دادستانان در دوبی گفت که این متهمان با حمله به عباس یزدی و تزریق دارو به او توانسته‌اند وی را از بندری در شارجه به ایران منتقل کنند.